# 貝德福德 (密蘇里州)
貝德福德（英語：Bedford）是位於美國密蘇里州利文斯頓縣的非建制地區。

## 歷史
貝德福德的郵局於1858年設立，其後於1931年停運。

## 地理
貝德福德所處的海拔為高於海平面220米（即722英呎），而該地所採用的時區為UTC-6，即北美中部時區（CST）。同時該地設有夏令時間，為UTC-6調快一小時，即UTC-5（CDT）。